# Tribunal contenciós administratiu
El Tribunal contenciós administratiu és l'òrgan judicial especialitzat en controlar jurídicament l'activitat de l'administració. Aquests a Espanya estan establits segons els distints nivells. A Uruguai també existeix aquest tipus de tribunal.